# Шарков, Юрий Михайлович
Ю́рий Миха́йлович Шарко́в (29 ноября 1930, Любань, Дрегельский район, Ленинградская область, РСФСР, СССР) — советский горнолыжник, тренер. Участник зимних Олимпийских игр 1956 года. Мастер спорта СССР (1949). Заслуженный тренер РСФСР.

## Биография
Родился 29 ноября 1930 года в деревне Любань Дрегельского района Ленинградского района.
В 1931 году вместе с семьёй как спецпереселенец был выслан в город Хибиногорск (сейчас Кировск) Мурманской области (реабилитирован 10 августа 1992 года).
С 1944 года занимался горнолыжным спортом под руководством тренера Вадима Гиппенрейтера. Выступал за «Трудовые резервы». Трижды становился призёром чемпионата СССР (1949, 1954—1955), в 1951 году стал чемпионом РСФСР. Дважды был чемпионом Вооружённых сил.
В 1956 году вошёл в состав сборной СССР на зимних Олимпийских играх в Кортина-д'Ампеццо. В слаломе не смог завершить первый заезд. В гигантском слаломе занял 46-е место, показав результат 3 минуты 41,8 секунды, уступив 41,7 секунды победителю Тони Зайлеру из Австрии.
В 1956 году окончил Государственный институт физической культуры им. П. Ф. Лесгафта.
С 1956 до 1980-х годов работал тренером кировской ДЮСШ «Трудовые резервы» (горнолыжное отделение в посёлке Кукисвумчорр). Был главным тренером сборной Мурманской области по горнолыжному спорту. Подготовил 10 мастеров спорта СССР, в том числе чемпиона СССР Владимира Румянцева, Станислава Шаповалова, Александра Прокофьева, Виктора Фёдорова, Леонида Суханова, Николая Каменева, Альфину Суханову, Валерия Луканичева, Виктора Припутнева.